# Pianzano (przystanek kolejowy)
Pianzano (włoski: Stazione di Pianzano) – przystanek kolejowy w Godega di Sant’Urbano, w prowincji Treviso, w regionie Wenecja Euganejska, we Włoszech. Znajduje się na linii Wenecja – Udine.
Według klasyfikacji RFI posiada kategorię srebrną.

## Historia
Stacja została otwarta w dniu 1 maja 1855 roku, kiedy otwarto linię kolejową łączącą stacje Treviso Centrale i Pordenone od Wenecji. Obecnie w pomieszczeniach stacji znajduje się Centrum Młodzieży, Centrum Seniora i straż ochrony ludności gminy Godega di Sant’Urbano.

## Linie kolejowe
- Wenecja – Udine

## Połączenia
Na przystanku zatrzymują się tylko niektóre pociągi regionalne na trasie Wenecja – Udine.

## Usługi
Usługi dostępne na przystanku:
- Przystanek autobusowy
- Parking